# Comuna Krutî, Nijîn
Krutî (în ucraineană Крути) este o comună în raionul Nijîn, regiunea Cernihiv, Ucraina, formată din satele Baklanove, Dibrova, Krutî (reședința) și Poleana.

## Demografie
Componența lingvistică a comunei Krutî
     Ucraineană (98,46%)
     Rusă (1,42%)
     Alte limbi (0,06%)
Conform recensământului din 2001, majoritatea populației comunei Krutî era vorbitoare de ucraineană (98,46%), existând în minoritate și vorbitori de rusă (1,42%).